# شهرام علیدی
شهرام علیدی (زادهٔ ۲۰ آذر ۱۳۵۰ در سنندج -)، کارگردان، فیلم‌نامه‌نویس، طراح صحنه و تهیه‌کنندهٔ کُرد اهل ایران است. علیدی در سال ۱۳۸۷ فیلم زمزمه با باد را ساخت.
فیلم‌های دیگر وی همچون خاطرات اسب سیاه تولید مشترک ایران و ترکیه است و روستای سرشماری نشده، نیز از ساخته‌های وی به‌شمار می‌آیند.
او سابقه دستیاری در هیچ فیلم بلندی ندارد.

## زندگی
اولین تجربه هنری او، ایفای نقش در تئاترهای مدرسه بود. سپس از سن ۱۲، ۱۳ سالگی تا اواخر دوره نوجوانی به هنر نقاشی پرداخت و در چندین دوره از مسابقات نقاشی سراسر ایران رتبه اول را از آن خود کرد. علاقه‌مندی علیدی به هنر نقاشی وی را به دانشکده هنرهای زیبای دانشگاه تهران و مطالعه در رشته نقاشی کشاند، در طی سال‌های دانشگاه به آزمودن هنرهای دیگر نیز پرداخت و هم‌زمان در کانون پرورش فکری کودکان و نوجوانان نیز کار تصویرگری انجام داد. او در سال‌های ۱۳۷۳ تا ۱۳۷۷ در زمینهٔ طراحی گرافیک، طراحی داخلی، تصویرسازی کتاب برای کودکان، طراحی صحنه در سینما و تئاتر و همچنین طراحی تیتراژ فیلم فعالیت داشت. این نوع کارهای گرافیکی آرام آرام او را به انیمیشن علاقه‌مند کرد. وی در سال ۱۳۷۸ با گرفتن مدرک کارشناسی از این رشته فارغ‌التحصیل شد. در همین سال حمایت انجمن سینمای جوان به کمک او آمد و توانست اولین فیلم کوتاه ۱۶ mm خود را که یک مستند داستانی به نام «ماملی» بود بسازد. «شُت» و «زمین سخت و آسمان دور»، فیلم‌های کوتاهی بود که پس از «ماملی» علیدی ساخت. سپس فیلم «آخرین روستای سرشماری نشده» نقطه عطفی در کارنامه فیلم‌های کوتاه او به وجود آورد، این فیلم با حضور در جشنواره سونی به مسیر پخش در کشورهای مختلف رسید و در فرانسه اکران شد. پس از این تجربه موفق، علیدی به صورت جدی کار فیلم‌سازی را ادامه داد، و تا سال ۸۷ چند فیلم کوتاه دیگر ساخت(«دکمه»، «روستای بی رؤیا»، «نفس»، «کوه‌های تهران»). در سال ۸۷ علیدی «زمزمه با باد»، اولین سینمایی بلند خود را ساخت.
وی در ادامه فعالیت‌هایش درزمینه نقاشی در سال ۱۳۸۰ در مقطع کارشناسی ارشد، در رشته انیمیشن سازی از دانشکده سینما و تئاتر، دانشگاه هنر تهران فارغ‌التحصیل شد. علیدی سال ۱۳۸۳ عضو هیئت داوران جشنواره بین‌المللی آوانکا در پرتغال بود و هم‌اکنون عضو فیلمسازان موج نو سینمای ایران است.

## فیلم‌شناسی

### سینما
| نام فیلم                  | سال  | نویسنده | کارگردان | تهیه‌کننده | مدت      | توضیحات و جوایز |
| ------------------------- | ---- | ------- | -------- | --------- | -------- | --- |
| زمزمه با باد              | ۱۳۸۷ | آری     | آری      | آری       | ۷۷ دقیقه | برنده سه جایزه از هفتهٔ منتقدین جشنواره فیلم کن ۲۰۰۹: ۱- جایزه حمایت ACID بهترین فیلم ۲- جایزه نگاه جوان ۳- جایزه منتقدان جوانان اروپا برنده جایزه منتقدان جهان جشنواره ی بین‌المللی مومبای هند ۲۰۰۹ برندهٔ جایزهٔ ویژهٔ هیئت داوران جشنواره بین‌المللی آمازون برزیل ۲۰۰۹ برنده جایزه داوران آکادمیک جشنواره تاریخی پساک فرانسه۲۰۰۹ جایزهٔ داوران آکادمیک جوانان جشنواره براتیسلاو اسلوواکی۲۰۰۹ جایزهٔ دن کیشوت طلائی جشنواره ی ترومسو نروژ ۲۰۱۰ جایزه بهترین بازیگر مرد جشنواره بین‌المللی بغداد۲۰۱۰ برنده جایزه بهترین فیلم جشنواره بین‌المللی آمال عرب یورو اسپانیا۲۰۱۰ برنده جایزه بهترین بازیگر جشنواره بین‌المللی آمال عرب یورو اسپانیا۲۰۱۰ برنده جایزه بهترین فیلمبرداری جشنواره بین‌المللی فجر ۲۰۱۰ نامزد دریافت جایزه اینگمار برگمان نامزد دریافت جایزه بهترین فیلمآسیا پاسیفیک             |
| خاطرات اسب سیاه           | ۱۳۹۴ | آری     | آری      | آری       | ۹۰ دقیقه | |
| آخرین روستای سرشماری نشده | ۱۳۸۱ | آری     | آری      | آری       | ۱۵ دقیقه | برنده جایزه بهترین فیلم جشنواره کمپانی سونی ۱۳۸۱ برنده جایزه بهترین فیلم جشنواره ی آوانکا پرتغال ۱۳۸۲ برندهٔ جایزه سینمای متفاوت آسیا جشنواره بوسان کره جنوبی ۱۳۸۲ برنده جایزه بهترین فیلم بخش الف جشنواره بین‌المللی فیلم کوتاه تهران۱۳۸۲ جایزهٔ بخش سینمای کردستان جشنواره دورنیزه فرانسه۱۳۸۲ جایزهٔ منتخب تماشاچیان جشنواره ی کلرمونت فلانت فرانسه ۱۳۸۲ جایزه بهترین فیلم‌نامه جشنواره آروکا پرتغال۱۳۸۳ جایزه ویژه هیئت داوران جشنواره سلیمانیه عراق۱۳۸۳ برنده جایزه منتخب تماشاگران جشنواره ایماگو پرتغال۱۳۸۳ جایزه فرانسوا اَده جشنواره هامبورگ آلمان ۱۳۸۳ جایزه ویژه هیئت داوران جشنواره تورینو ایتالیا ۱۳۸۳ پخش شده در: شبکه جهانی فرانسه Canal + ۱۳۸۸ سینمای فرانسه Courte Metrage CNC۱۳۸۴ شبکه جهانی CBS1383 شبکه جهانی فرانسه cine cinema ۱۳۸۴ کتابخانه بزرگ ژرژ پومپیدو فرانسه ۱۳۸۳ |
| ماملی                     | ۱۳۷۷ | آری     | آری      | آری       | ۲۰ دقیقه | |
| شت                        | ۱۳۷۸ | آری     | آری      | آری       | ۳۰ دقیقه | |
| زمین سخت و آسمان دور      | ۱۳۷۹ | آری     | آری      | آری       | ۲۰ دقیقه | |
| درهای بهشتی               | ۱۳۷۹ | آری     | آری      | آری       | ۲۰ دقیقه | |
| روستای بی‌رؤیا             | ۱۳۸۲ | آری     | آری      | آری       | ۲۰ دقیقه | |
| دکمه                      | ۱۳۸۲ | آری     | آری      | آری       | ۲۰ دقیقه | |
| نفس                       | ۱۳۸۴ | آری     | آری      | آری       | ۲۰ دقیقه | |
| کوه‌های تهران              | ۱۳۸۵ | آری     | آری      | آری       | ۲۰ دقیقه | |
| رباعی آب                  | ۱۳۸۷ | آری     | آری      | آری       | ۱۵ دقیقه | |
| قصیدهٔ آینه                | ۱۳۸۸ | آری     | آری      | آری       | ۱۳ دقیقه | |
| غزل نور                   | ۱۳۸۹ | آری     | آری      | آری       | ۱۳ دقیقه | |

## جوایز و افتخارات خارجی

### خاطرات اسب سیاه
- 20th Busan International Film Festival, South Korea. October 01 - 10, 2015. "Competitive section "New Currents"[۳]

- 2nd Brisbane Asia Pacific Film Festival, Australia. November 19 - 29, 2015. "Non Competitive Festival"[۴]

- 9th Asia Pacific Screen Awards, Brisbane, Australia. November 26, 2015. "Competition"[۵]

- 15th !f Istanbul International Independent Film Festival, Turkey. February 18-28, 2016. "!f Inspired Competition" section[۶]

- 4th Duhok International Film Festival, Kurdistan Region, Iraq. September 9-16, 2016. 'Kurdish Features Competition'[۷]

- Slemani International Film Festival/ Kurdistan Region, Iraq/ October 1- 4/ 2016 "Competition"[۸]

- Winner of: *Special Jury Prize*

- 9th Kurdish Filmdays "Sercavan" Vienna, Austria. November 24 - 27, 2016.[۹]